# 尹泰洙
尹 泰洙（ユン・テス 、朝鮮語: 윤태수、1978年4月5日 - ）は韓国プロ野球に所属していた大韓民国出身の元プロ野球選手（外野手）。現KBO審判委員。

## 経歴
1997年にOBベアーズからドラフト指名を受けたが、大学へ進学するために拒否した。
大学を卒業した後にOBの指名権を継承していた斗山ベアーズと契約し、2001年にプロデビューした。背番号は52に決まった。
2002年8月23日の対LGツインズダブルヘッダー1回戦で初出場を果たした。同年は3試合に出場し、ヒットは初安打となる2塁打1本しか打てなかった。
2003年には6試合に出場した。同年には初本塁打も記録したが、9月25日のハンファ・イーグルス戦終了後に登録抹消となった。
2004年は兪在雄などとのレギュラー争いに負け続けて一軍出場がなく、シーズンオフに戦力外通告を受けて解雇され現役を引退した。
引退後は2006年まで無所属だったが、2007年から審判員としてKBOに復帰した。

## 詳細情報

### 年度別打撃成績
| 年 度    | 球 団    | 試 合 | 打 席 | 打 数 | 得 点 | 安 打 | 二 塁 打 | 三 塁 打 | 本 塁 打 | 塁 打 | 打 点 | 盗 塁 | 盗 塁 死 | 犠 打 | 犠 飛 | 四 球 | 敬 遠 | 死 球 | 三 振 | 併 殺 打 | 打 率 | 出 塁 率 | 長 打 率 | O P S |
| -------- | -------- | ----- | ----- | ----- | ----- | ----- | -------- | -------- | -------- | ----- | ----- | ----- | -------- | ----- | ----- | ----- | ----- | ----- | ----- | -------- | ----- | -------- | -------- | ----- |
| 2002     | 斗山     | 3     | 3     | 3     | 0     | 1     | 1        | 0        | 0        | 2     | 0     | 0     | 0        | 0     | 0     | 0     | 0     | 0     | 0     | 0        | .333  | .333     | .667     | 1.000 |
| 2003     | 斗山     | 6     | 6     | 6     | 1     | 2     | 0        | 0        | 1        | 5     | 1     | 0     | 0        | 0     | 0     | 0     | 0     | 0     | 1     | 0        | .333  | .333     | .833     | 1.166 |
| KBO：2年 | KBO：2年 | 9     | 9     | 9     | 1     | 3     | 1        | 0        | 1        | 7     | 1     | 0     | 0        | 0     | 0     | 0     | 0     | 0     | 1     | 0        | .333  | .333     | .778     | 1.111 |

### 背番号
- 52 （2001年 - 2004年）